# Vladimíra Uhlířová

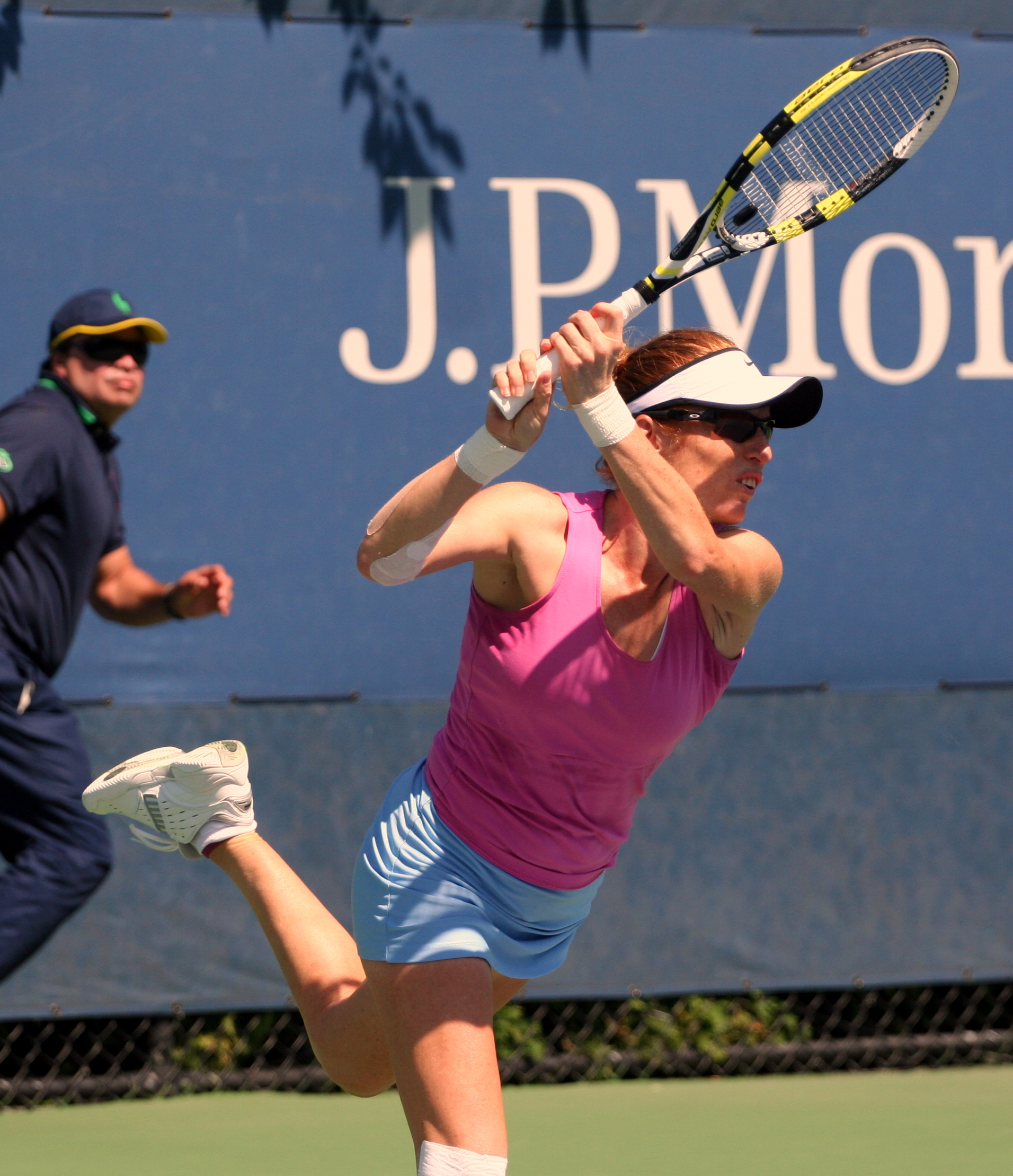
Vladimíra Uhlířová na US Open 2012

Vladimíra Uhlířová (* 4. května 1978 České Budějovice) je bývalá česká profesionální tenistka a deblová specialistka. Ve své dosavadní kariéře vyhrála na okruhu WTA Tour pět turnajů ve čtyřhře. V rámci okruhu ITF získala do září 2012 sedmnáct titulů v deblu.
Na žebříčku WTA byla ve dvouhře nejvýše klasifikována v říjnu 2003 na 400. místě a ve čtyřhře pak v říjnu 2007 na 18. místě. Trénuje ji otec Vladimír Uhlíř.
Domovským klubem je LTC Tonstav–Service České Budějovice. Do listopadu 2012 nenastoupila v českém fedcupovém týmu ani k jednomu utkání.

## Tenisová kariéra
Premiérový titul na okruhu WTA získala v roce 2007, když spolu s Maďarkou Ágnes Szávayovou vyhrála budapešťský turnaj. Následující sezónu 2008 si připsala titul z amerického Amelia Island, kde společně s americkou tenistkou Bethanií Mattekovou zdolaly ve finále bělorusko-ruskou dvojici Viktoria Azarenková a Jelena Vesninová hladce ve dvou setech. Tento triumf představuje jedinou výhru v turnajové kategorii WTA Premier Tournaments.
V letech 2009 a 2010 zvítězila ve čtyřhře na portorožském Banka Koper Slovenia Open. Poprvé v páru s Němkou Julií Görgesovou a při obhajobě s ruskou hráčkou Marií Kondratěvovou. V sezóně 2011 pak získala pátý deblový titul kariéry s novou stálou spoluhráčkou z Jihoafrické republiky Natalií Grandinovou, když na soulském Hansol Korea Open v boji o titul přehrály rusko-kazašský pár Věra Duševinová a Galina Voskobojevová. Předchozí rok na této jihokorejské události obě ve finále podlehly Görgesové s Hercogovou.
Ve finále čtyřhry nejkvalitněji obsazeného turnaje své kariéry, a to na cincinnatském Western & Southern Open, nestačily s Grandinovou na americko-kazašskou dvojici Vania Kingová a Jaroslava Švedovová.

### Grand Slam
Na grandslamových turnajích hrála hlavní soutěže pouze v ženské a smíšené čtyřhře. Mezi ženami došla nejdále na US Open 2007. Do deblové soutěže nastupovaly s Ágnes Szávayovou jako čtrnácté nasazené. Ve třetím kole porazily ve dvou sadách australsko-italské čtyřky Alicii Molikovou a Maru Santangelovou. V semifinále pak skončily na raketách pátých nasazených tchajwanských hráček Čan Jung-žan a Čuang Ťia-žung. Na Australian Open 2011, kde byla její partnerkou Grandinová, ve čtvrtfinále hladce podlehly světovým jedničkám Gisele Dulkové a Flavii Pennettaové.
Na pařížském French Open 2012 nastoupila do mixu s americkým obhájcem titulu Scottem Lipskym. Dvojice vypadla již v úvodním kole s francouzským párem Virginie Razzanová a Nicolas Devilder, když prohráli rozhodující supertiebreak.

## Soukromý život
Narodila se v roce 1978 v Českých Budějovicích do rodiny ekonoma Vladimíra Uhlíře, který byl jako sprinter členem reprezentačního výběru a veterinářky Marie Uhlířové. Má sestru Andreu Uhlířovou. V roce 2002 absolvovala Texaskou univerzitu v Austinu v oborech mezinárodní obchod a francouzština.
Tenis začala hrát v osmi letech. Praktikuje herní styl servis–volej. Za oblíbené turnaje na okruhu uvádí Acapulco, Budapešť a US Open.

## Finálové účasti na turnajích WTA Tour
| Legenda                               |
| ------------------------------------- |
| D – dvouhra; Č – čtyřhra              |
| Grand Slam (0)                        |
| WTA Tour Championships (0)            |
| Premier Mandatory & Premier 5 (0–1 Č) |
| Premier (1–4 Č)                       |
| International (4–8 Č)                 |

### Čtyřhra: 18 (5–13)

#### Vítězka
| Č. | Datum             | Turnaj        | Povrch | Spoluhráčka         | Finalistky                             | Výsledek       |
| -- | ----------------- | ------------- | ------ | ------------------- | -------------------------------------- | -------------- |
| 1. | 29. duben 2007    | Budapešť      | antuka | Ágnes Szávayová     | Gabriela Navrátilová Martina Müllerová | 7–5, 6–2       |
| 2. | 13. duben 2008    | Amelia Island | antuka | Bethanie Matteková  | Viktoria Azarenková Jelena Vesninová   | 6–3, 6–1       |
| 3. | 25. červenec 2009 | Portorož      | tvrdý  | Julia Görgesová     | Camille Pinová Klára Zakopalová        | 6–4, 6–2       |
| 4. | 25. červenec 2010 | Portorož      | tvrdý  | Marija Kondratěvová | Anna Čakvetadzeová Marina Erakovicová  | 6–4, 2–6, 10–7 |
| 5. | 25. září 2011     | Soul          | tvrdý  | Natalie Grandinová  | Věra Duševinová Galina Voskobojevová   | 7–6(5), 6–4    |

#### Finalistka
| Č.  | Datum             | Turnaj      | Povrch  | Spoluhráčka          | Vítězky                                   | Výsledek            |
| --- | ----------------- | ----------- | ------- | -------------------- | ----------------------------------------- | ------------------- |
| 1.  | 11. únor 2007     | Paříž       | koberec | Gabriela Navrátilová | Liezel Huberová Cara Blacková             | 6–2, 6–0            |
| 2.  | 3. březen 2007    | Dauhá       | tvrdý   | Ágnes Szávayová      | Maria Kirilenková Martina Hingisová       | 6–1, 6–1            |
| 3.  | 29. červenec 2007 | Bad Gastein | antuka  | Ágnes Szávayová      | Renata Voráčová Lucie Hradecká            | 6–3, 7–5            |
| 4.  | 10. únor 2008     | Paříž       | koberec | Eva Hrdinová         | Aljona Bondarenková Kateryna Bondarenková | 6–1, 6–4            |
| 5.  | 27. červenec 2008 | Los Angeles | tvrdý   | Eva Hrdinová         | Čuang Ťia-žung Čan Jung-žan               | 2–6, 7–5, 10–4      |
| 6.  | 25. říjen 2009    | Lucemburk   | tvrdý   | Renata Voráčová      | Iveta Benešová B. Záhlavová-Strýcová      | 1–6, 6–0, 10–7      |
| 7.  | 1. srpen 2010     | Istanbul    | tvrdý   | Marija Kondratěvová  | Eleni Daniilidou Jasmin Wöhrová           | 6–4, 1–6, 11–9      |
| 8.  | 26. září 2010     | Soul        | tvrdý   | Natalie Grandinová   | Julia Görgesová Polona Hercogová          | 1–6, 6–0, 10–7      |
| 9.  | 30. duben 2011    | Barcelona   | antuka  | Natalie Grandinová   | Iveta Benešová B. Záhlavová-Strýcová      | 5–7, 6–4, 11–9      |
| 10. | 21. květen 2011   | Štrasburk   | antuka  | Natalie Grandinová   | Akgul Amanmuradovová Čuang Ťia-žung       | 6–4, 5–7, 10–2      |
| 11. | 10. červenec 2011 | Budapešt    | antuka  | Natalie Grandinová   | A. Medina Garriguesová Alicja Rosolská    | 6–2, 6–2            |
| 12. | 21. srpen 2011    | Cincinnati  | tvrdý   | Natalie Grandinová   | Vania Kingová Jaroslava Švedovová         | 6–4, 3–6, 11–9      |
| 13. | 26. května 2012   | Štrasburk   | antuka  | Natalie Grandinová   | Olga Govorcovová K. Jansová-Ignaciková    | 6–7(4–7), 6–3, 10–3 |

## Postavení na konečném žebříčku WTA

### Dvouhra
| Rok    | 2002 | 2003   | 2004   | 2005   | 2006   | 2007   | 2008   | 2009 | 2010   | 2011    |
| Pořadí | 717. | ▲ 438. | ▼ 628. | ▼ 791. | ▼ 923. | ▲ 919. | ▲ 896. | ▼ —  | ▲ 868. | ▼ 1150. |

### Čtyřhra
| Rok    | 2002 | 2003   | 2004   | 2005  | 2006  | 2007  | 2008  | 2009  | 2010  | 2011  |
| Pořadí | 760. | ▲ 304. | ▲ 221. | ▲ 90. | ▲ 81. | ▲ 19. | ▼ 31. | ▼ 64. | ▲ 50. | ▲ 23. |